# Insano (Nitro Mega)
Az Insano (Nitro Mega) Kid Cudi amerikai zenész tizedik stúdióalbuma, amely 2024. február 23-án jelent meg a Wicked Awesome és a Republic Records kiadókon keresztül. Az Insano című lemez testvéralbuma, ami egy hónappal korábban jelent meg. Ugyan eredetileg az Insano deluxe kiadása lett volna, a projekt később egy teljes album lett, egyetlen dala se szerepelt az eredeti lemezen. Közreműködött rajta Wiz Khalifa, Chip tha Ripper, Pusha T, Steve Aoki, Lil Yachty, Layzie Bone és Krayzie Bone. Az album producerei leginkább azok voltak, akik dolgoztak az Insanón is, mint Cudi, Yachty, Anthony Kilhoffer, Justin Raisen, Jean-Baptiste, Dot da Genius, Sadpony és Bnyx.

## Háttér
Az Insano megjelenése után Cudi többször is utalt arra, hogy a következő hónapokban új zenét fog kiadni. Végül február 14-én bejelentette az albumot közösségi média oldalain. Cudi tisztázta, hogy a lemez nem csak az Insano deluxe kiadása, hanem egy külön album. „Ezzel az albummal azt akarom mondani a rajongóimnak, hogy szeretlek titeket. Egy nagy ölelés mindenkinek. Vannak rajta dalok, amiket csak ti értékelnétek.”
Az Ill What I Bleed című dal először promóciós kislemezként jelent meg az Insanóhoz, 2023. szeptember 5-én, majd végül egy videóklippel együtt kereskedelmi kislemezként is októberben. Ennek ellenére végül nem kapott helyet az albumon. A Insano (Nitro Mega)-n két régebbi dal is szerepel, a Dose of Dopeness, amit eredetileg Cudi debütáló albumára, a Man on the Moon: The End of Dayre szereztek, illetve a Rocket, amit a WZRD-lemezre vettek fel.

## Számlista
| Insano (Nitro Mega) | Insano (Nitro Mega)                                                                          | Insano (Nitro Mega) | Insano (Nitro Mega)                                           | Insano (Nitro Mega) | Insano (Nitro Mega) | Insano (Nitro Mega) | Insano (Nitro Mega) | Insano (Nitro Mega) | Insano (Nitro Mega) |
|                     | Cím                                                                                          | Szerző(k) | Producer(ek)                                                  | Hossz               |                     |                     |                     |                     |                     |
| ------------------- | -------------------------------------------------------------------------------------------- | --- | ------------------------------------------------------------- | ------------------- | ------------------- | ------------------- | ------------------- | ------------------- | ------------------- |
| 1.                  | Human Made                                                                                   | Scott Mescudi Oladipo Omishore | Dot da Genius                                                 | 3:48                |                     |                     |                     |                     |                     |
| 2.                  | Diamonds Lights Fast Cars (Wiz Khalifa közreműködésével)                                     | Mescudi | Kid Cudi Jean-Baptiste Bnyx Earl on the Beat                  | 2:41                |                     |                     |                     |                     |                     |
| 3.                  | Win or Lose (Chip tha Ripper közreműködésével)                                               | Mescudi Charles Jawanzaa Worth Rami Eadeh                                                                                          | Ramii                                                         | 2:47                |                     |                     |                     |                     |                     |
| 4.                  | Chunky                                                                                       | Mescudi Eadeh | Ramii                                                         | 2:55                |                     |                     |                     |                     |                     |
| 5.                  | Babe and I                                                                                   | Mescudi Jean-Baptiste Kouame Darnell Jamar Donohue                                                                                 | Kid Cudi Jean-Baptiste Donohue                                | 2:28                |                     |                     |                     |                     |                     |
| 6.                  | Willis (Chip tha Ripper közreműködésével)                                                    | Mescudi Worth Eadeh | Ramii Tee-WaTT                                                | 4:04                |                     |                     |                     |                     |                     |
| 7.                  | Crash Test Cudi                                                                              | Mescudi Eadeh Benjamin Saint Fort                                                                                                  | Ramii                                                         | 2:45                |                     |                     |                     |                     |                     |
| 8.                  | Everybody Like (Pusha T közreműködésével)                                                    | Mescudi Terrence LeVarr Thornton Evan Peter Mast                                                                                   | E*vax                                                         | 3:12                |                     |                     |                     |                     |                     |
| 9.                  | ElectroWaveBaby 2.0                                                                          | Mescudi Jean-Baptiste Kouame Saint Fort Jonas Petter Berggren Ulf Gunnar Ekberg Malin Sofia Katarina Berggren Jenny Cecilia Petrén | Kid Cudi Jean-Baptiste Steve Aoki Bnyx                        | 3:37                |                     |                     |                     |                     |                     |
| 10.                 | Animate (Chip tha Ripper közreműködésével)                                                   | Mescudi Worth Eadeh | Notinbed Ramii                                                | 2:54                |                     |                     |                     |                     |                     |
| 11.                 | Round n Round (Lil Yachty közreműködésével)                                                  | Mescudi Miles Parks McCollum Sacha Paul Katz William Paul Winter Clarke                                                            | Kid Cudi Jean-Baptiste Zoo Kids Adriano Fwdslxsh Honeywoodsix | 3:46                |                     |                     |                     |                     |                     |
| 12.                 | Dose of Dopeness (2007-ben felvéve)                                                          | Mescudi Omishore | Dot da Genius                                                 | 3:34                |                     |                     |                     |                     |                     |
| 13.                 | Rocket (2011-ben felvéve)                                                                    | Mescudi Omishore | WZRD                                                          | 2:28                |                     |                     |                     |                     |                     |
| 14.                 | Ill What I Bleed                                                                             | Mescudi Kouame Ryan Buendia | Kid Cudi Jean-Baptiste Buendia Karl Rubin                     | 2:52                |                     |                     |                     |                     |                     |
| 15.                 | All My Life                                                                                  | Mescudi Michael Romito Bryan Yepes Michael Montoya Anthony Kilhoffer                                                               | Morgoth Beatz BRYVN Census Kilhoffer                          | 4:03                |                     |                     |                     |                     |                     |
| 16.                 | I Just Wanna Get (Layzie Bone, Krayzie Bone, Chip tha Ripper és Steve Aoki közreműködésével) | Mescudi Worth Steven Howse Anthony Henderson Saint Fort Mark Schick Pablo Bowman Christian Beau Anastasiou Astrop                  | Kid Cudi Jean-Baptiste Bnyx Beau Nox                          | 3:00                |                     |                     |                     |                     |                     |
| 17.                 | Moon Man Shit                                                                                | Mescudi | Honorable C.N.O.T.E.                                          | 3:08                |                     |                     |                     |                     |                     |
| 18.                 | Superboy                                                                                     | Mescudi Kouame McCollum Saint Fort Justin Louis Raisen Jeremiah Raisen                                                             | Kid Cudi Jean-Baptiste Lil Yachty Justin Raisen Bnyx Sadpony  | 5:07                |                     |                     |                     |                     |                     |
| 59:09               |                                                                                              | |                                                               |                     |                     |                     |                     |                     |                     |

## Kiadások
| Régió       | Dátum             | Kiadó(k)                | Formátum(ok)                 | For.  |
| ----------- | ----------------- | ----------------------- | ---------------------------- | ----- |
| Világszerte | 2024. február 23. | Wicked Awesome Republic | digitális letöltés streaming | [ 6 ] |